# Heterodera cruciferae
Heterodera cruciferae é um nematódeo patógeno de plantas. A espécie é também conhecida pelos nome populares em inglês: nematódeo-da-raiz-das-brassicas, nematódeo-do-cisto-do-repolho, nematódeo-do-repolho, nematódeo-da-raiz-do-repolho.